# ويلهلم باومان (سياسي)
ويلهلم باومان (بالألمانية: Wilhelm Baumann)‏ هو سياسي ألماني، ولد في 22 ديسمبر 1925 في ألمانيا، وتوفي في 16 فبراير 2015. حزبياً، نشط في الاتحاد الاجتماعي المسيحي. وقد انتخب عضو مجلس الشورى الموحد لبافاريا.